# Palaia
Palaia is een gemeente in de Italiaanse provincie Pisa (regio Toscane) en telt 4552 inwoners (31-12-2004). De oppervlakte bedraagt 73,5 km², de bevolkingsdichtheid is 62 inwoners per km².
De volgende frazioni maken deel uit van de gemeente: Alica, Baccanella, Colleoli, Forcoli, Gello, Montacchita, Montechiari, Montefoscoli, Montanelli, Partino, San Gervasio, Toiano, Villa Saletta.

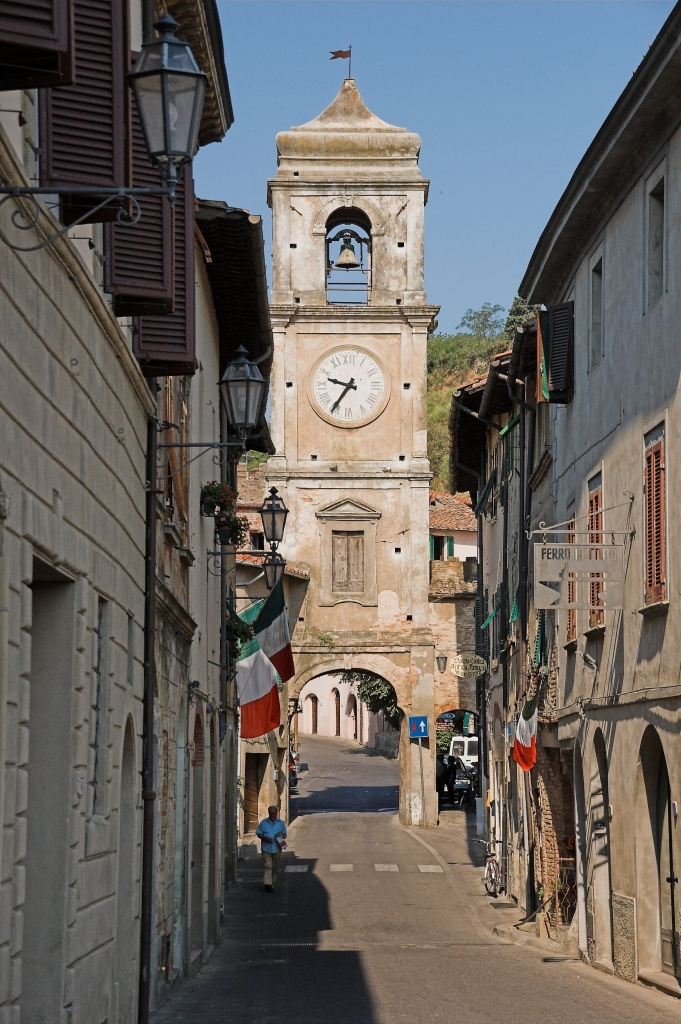
Straat in Palaia met uitzicht op de toren
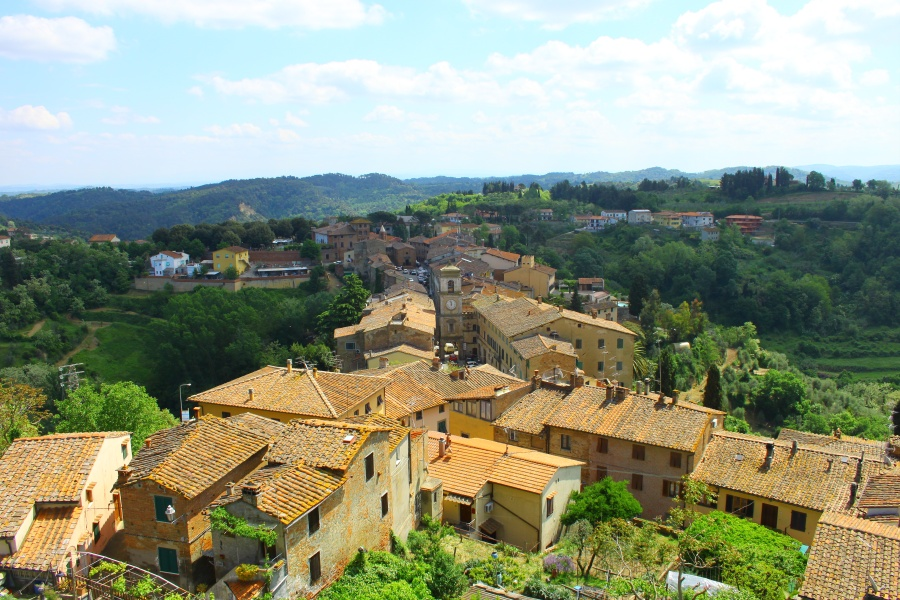
Palaia
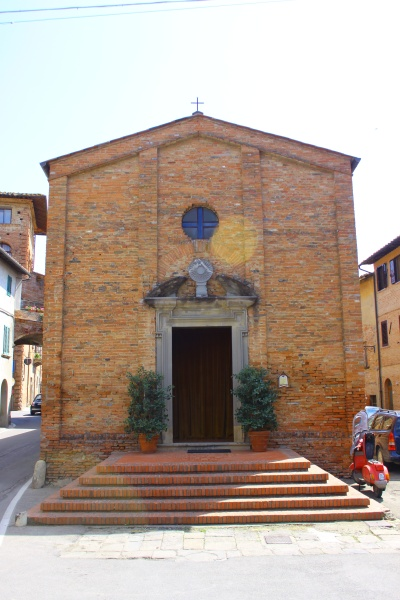
Kerk van Santa Maria in Palaia

## Demografie
Palaia telt ongeveer 1766 huishoudens. Het aantal inwoners steeg in de periode 1991-2001 met 2,7% volgens cijfers uit de tienjaarlijkse volkstellingen van ISTAT.
| Jaar | Inwoneraantal |
| ---- | ------------- |
| 1991 | 4417          |
| 2001 | 4536          |

## Geografie
De gemeente ligt op ongeveer 240 m boven zeeniveau.
Palaia grenst aan de volgende gemeenten: Capannoli, Montaione (FI), Montopoli in Val d'Arno, Peccioli, Pontedera, San Miniato.